# Destins croisés (téléfilm, 2010)
Destins croisés (Wohin du auch gehst) est un téléfilm allemand réalisé par Hans-Jürgen Tögel et diffusé en 2010.

## Fiche technique
- Scénario : Rosamunde Pilcher, Sonja Pauli
- Durée : 90 min
- Pays :  Allemagne

## Distribution
- Sophie Schütt : Lisa Moore
- Nicki von Tempelhoff : Vince Stevens
- Nadine Warmuth : Sabrina Wellington
- Krista Stadler : Tilla Brown
- Daniel Alexander : Bob Makenzie
- René Schoenenberger : Monsieur Paddington
- Kirsten Aarden : Isabel
- Paul Antony-Barber : Edgar le valet
- Fabian von Klitzing : Monsieur Harding